# آسترین ایرلاینز
آسترین ایرلاینز (به انگلیسی: Austrian Airlines) (به فارسی: هواپیمایی اتریشی) شرکت هواپیمایی حامل پرچم اتریش و بزرگ‌ترین شرکت هواپیمایی این کشور است که مقر اصلی آن در فرودگاه بین‌المللی وین در جنوب شرقی این شهر و در شهر شوخات قرار دارد. این شرکت با ناوگانی متشکل از ۸۶ فروند هواپیمای مسافربری به ۶ شهر در اتریش و به بیش از ۱۲۰ شهر در ۵۵ کشور دیگر پرواز دارد و از اعضای استار الاینس است.

## تاریخچه
آسترین ایرلاینز در سال ۱۹۵۷ و با ادغام دو شرکت آستریا ایر و آسترین ایرویز تأسیس شد.
دولت اتریش در سال ۲۰۰۸ تصمیم به قروش این شرکت هواپیمایی به یک شرکت خارجی گرفت که در نهایت شرکت هواپیمایی لوفت‌هانزا در سال ۲۰۰۹ این شرکت را از دولت اتریش خریداری کرد و این شرکت اکنون از زیر مجموعه‌های این شرکت آلمانی به‌شمار می‌آید.

## مقاصد پروازی
این شرکت هواپیمایی از شهر وین روزانه دو پرواز به تهران انجام می‌دهد و در هر هفته چهار پرواز نیز به اصفهان و شیراز دارد. پروازهای اصفهان و شیراز این شرکت به صورت وین-اصفهان-شیراز-اصفهان-وین برگزار می‌شود.

## نگارخانه

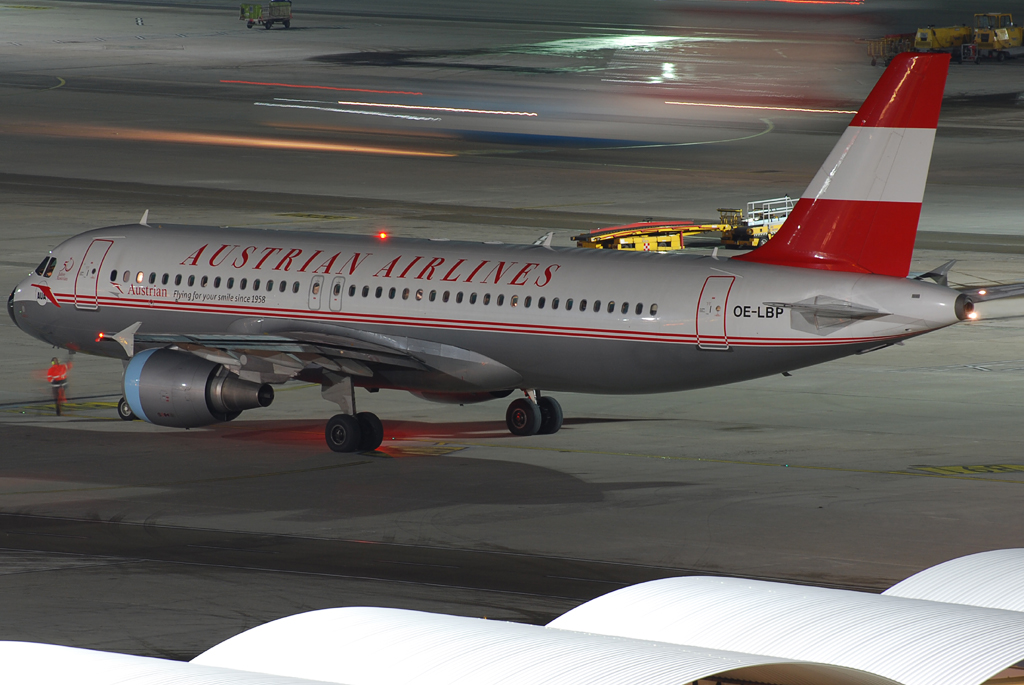
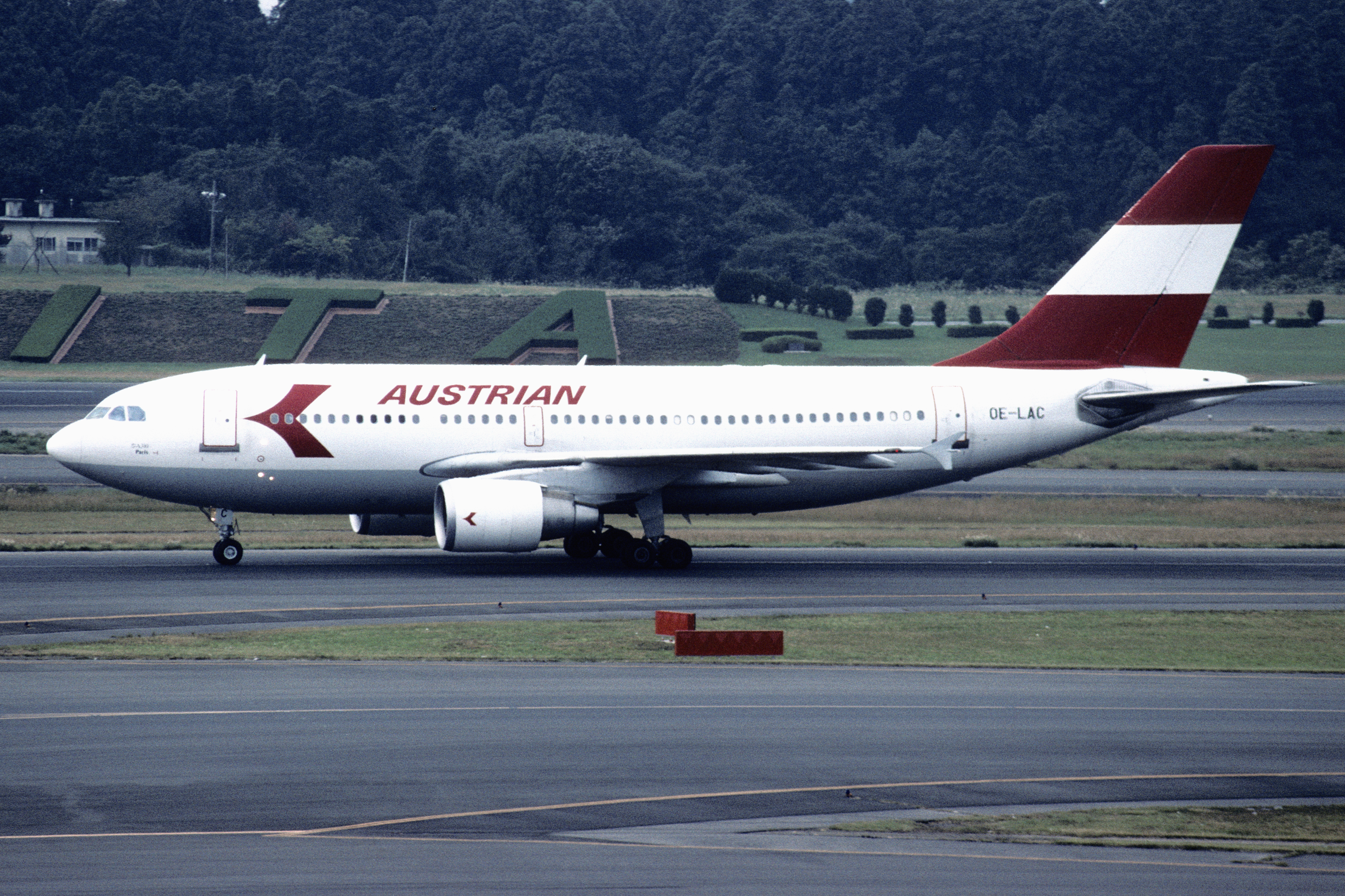
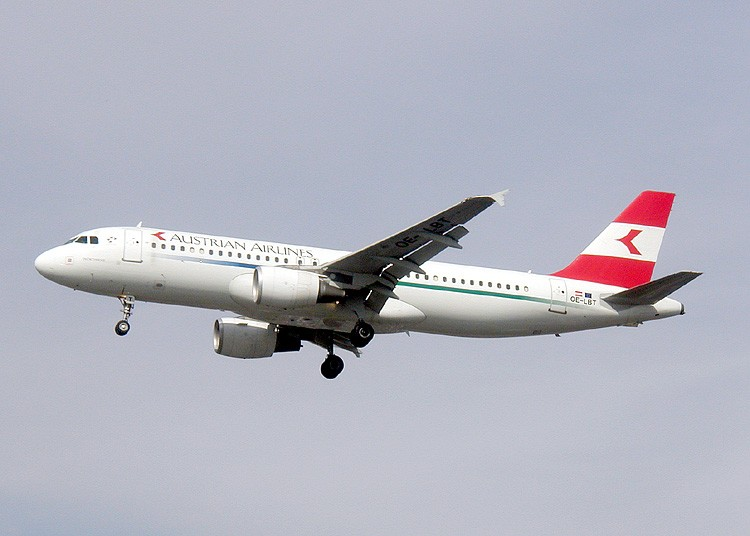
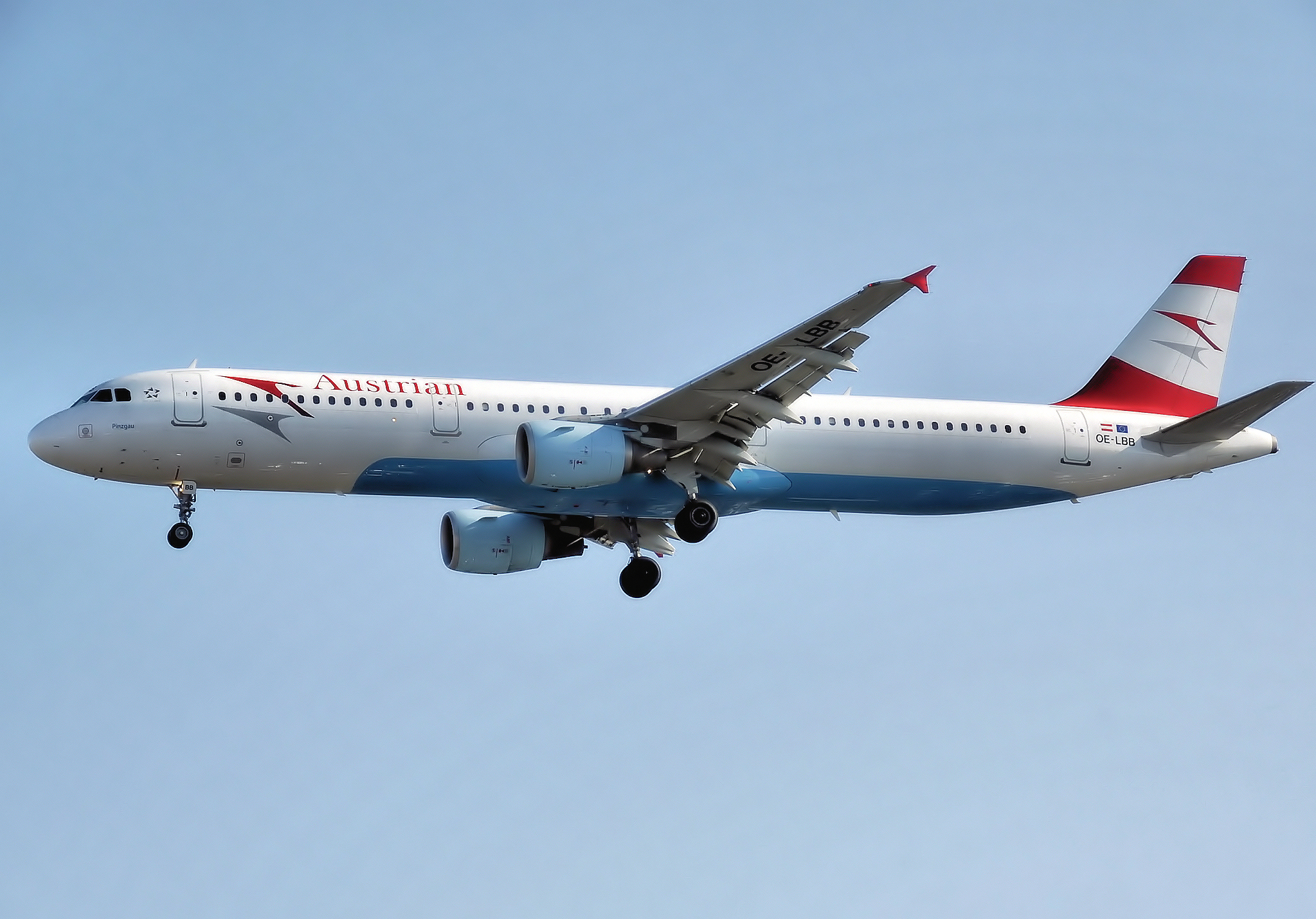